# Intissar al-Wazir
Intissar al-Wazir, en arabe : انتصار الوزير, née en 1941,  également appelée Umm Jihad (أم جهادأم جهاد - Lady Djihad), est une personnalité politique palestinienne, membre du Conseil législatif palestinien (CLP) et ancienne ministre de l'Autorité nationale palestinienne.
Son mari était Khalil al-Wazir, une haute personnalité de l'Organisation de libération de la Palestine, co-fondateur du Fatah qui a été assassinée par Israël en 1988. Elle rejoint le Fatah en 1959, devenant la première femme membre du parti.

## Biographie
Intissar al-Wazir naît en 1941 à Gaza. Elle est titulaire d'une licence d'histoire de l'université de Damas.
Elle participe à la fondation de l'Union générale des femmes palestiniennes, une organisation qui se concentre sur le statut social, économique et juridique des femmes palestiniennes,.
En 1959, elle devient la première femme membre du Fatah, où elle fait la connaissance de Khalil al-Wazir, un dirigeant du mouvement, qu'elle épouse deux ans plus tard. De 1963 à 1965, le couple vit à Alger, où Khalil al-Wazir est le représentant du Fatah.
Elle est membre du Conseil national palestinien, depuis 1974, et membre du Comité central du Fatah depuis 1987. Elle a été secrétaire générale de l'Union générale des femmes palestiniennes de 1980 à 1985. En 1983, elle est la secrétaire générale adjointe du Conseil révolutionnaire du Fatah. Pendant l'exil de Khalil al-wazir (Abou Jihad), elle vit avec lui pendant 30 ans. Dans la nuit du 14 au 15 avril 1988, alors qu'elle et son mari vivent à Tunis depuis six ans, un commando israélien assassine son mari sous ses yeux. La même année, elle est élue au comité exécutif de l'OLP. Elle retourne dans la bande de Gaza en 1995, vit entre Gaza et Ramallah et est élue au CLP en 1996. De 1995 à 2005, elle est ministre des affaires sociales de l'Autorité nationale palestinienne.
En 2016, Intissar al-Wazir est à la tête du Fonds des martyrs de l'Autorité palestinienne, l'organisation qui verse des allocations aux familles des Palestiniens tués ou blessés lors d'affrontements en relation avec des actes de violence contre des Israéliens.